# روني ديورهوس
روني ديورهوس Rune Djurhuus (ولد في 25 يناير 1970) لاعب شطرنج نرويجي يحمل لقب أستاذ كبير.
- وهو رابع نرويجي يحصل على لقب أستاذ كبير.

## النشاط
- يلعب لنادي «أكاديميسك» للشطرنج التابع لجامعة أوسلو.
- يكتب مقالات شطرنجية لصحف «أفتنبوستن» و«أدريسيافيزن».

## الإنجازات
- فاز ببطولة النرويج للشطرنج للشباب عام 1985.
- فاز ببطولة أوروربا للشطرنج للشباب عام 1991، متفوقاً على فلاديمير كرامنيك وآخرين.

## ألقاب
- نال لقب أستاذ دولي عام 1989.
- نال لقب أستاذ كبير عام 1992، بعد حقق أحد شروطه في أولمبياد الشطرنج في مانيلا 1992، وشرطين آخرين في دورة غاوسدال 1994/1995، ودورة 1995/1996.

## أسلوبه
- يلعب بأسلوب هجومي وحاد. بالقطع السوداء يستخدم دفاع هندي الملك ضد 1.d4 والدفاع الصقلي ضد 1.e4 . وبالقطع البيضاء يبدأ بالافتتاح 1.e4 .

## روابط خارجية
- روني ديورهوس على موقع الاتحاد الدولي للشطرنج (الإنجليزية)
- روني ديورهوس على موقع مباريات الشطرنج (الإنجليزية)
- روني ديورهوس على موقع 365Chess.com (الإنجليزية)
- روني ديورهوس على موقع Chesstempo.com (الإنجليزية)
- روني ديورهوس على موقع اتحاد المراسلات الدولية للشطرنج (الإنجليزية)
- روني ديورهوس سجل أولمبياد الشطرنج على موقع OlimpBase.org (الإنجليزية)